# Bertha Stich

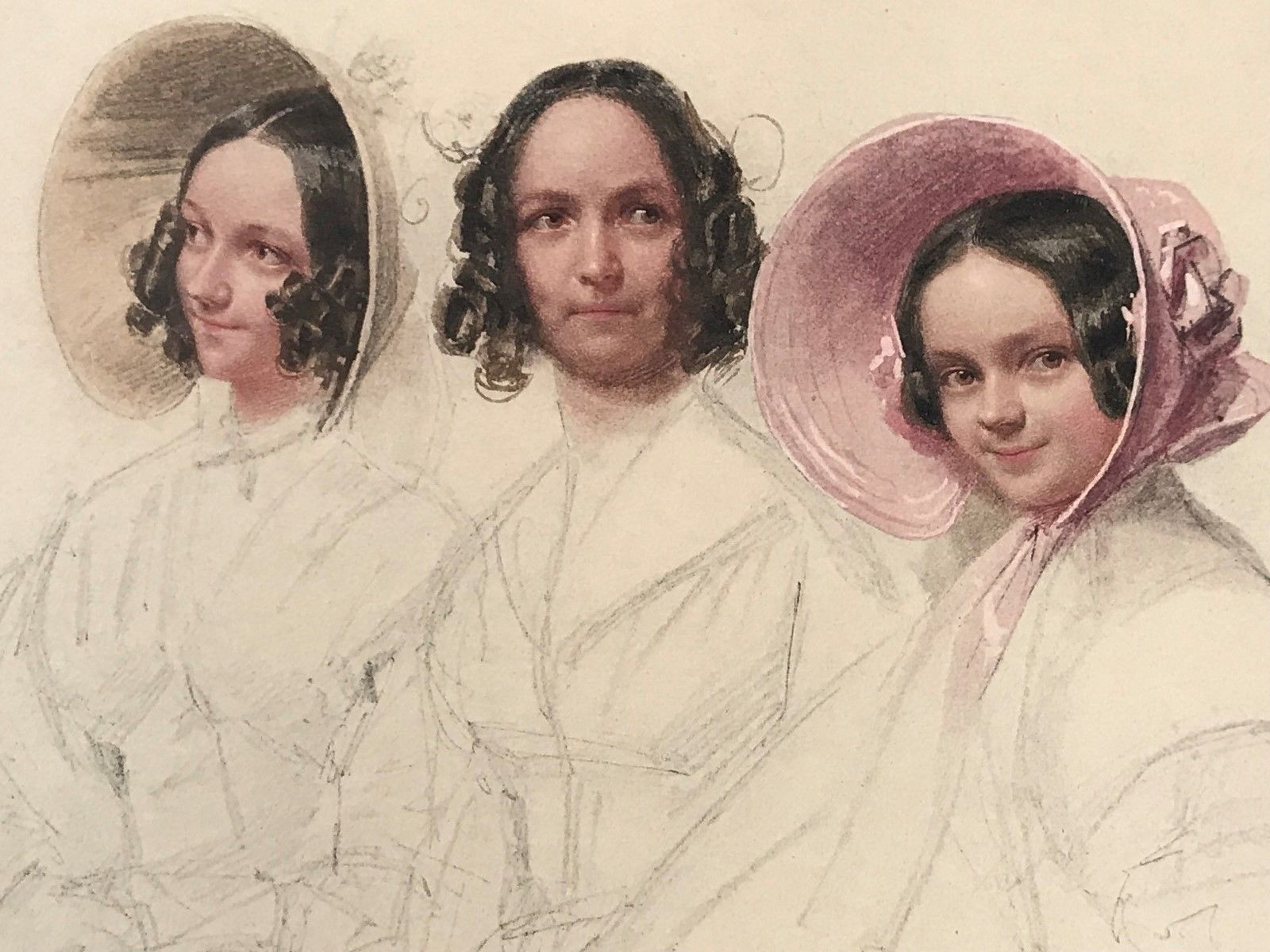
Auguste Crelinger mit ihren Töchtern (links: Bertha Stich), Lithographie nach Franz Krüger

Pauline Sophie Bertha Stich, ab 1844 verheiratete Miehe (* 4. Oktober 1818 in Berlin; † 18. August 1876 in Hamburg), war eine deutsche Theaterschauspielerin.

## Leben
Als Tochter des Schauspielerehepaars Wilhelm Stich und Auguste Stich, geb. Düring, die 1827 verwitwet war und den Bankierssohn Otto Crelinger heiratete, wurde Bertha Stich von ihrer Mutter für die Bühne ausgebildet. Zusammen mit ihrer Mutter und der Schwester Clara betrat sie 1834 zum ersten Mal die Bühne des Königstädtischen Theaters in Berlin als „Eucharis“ in Sappho. Dieser Auftritt führte zu einem sofortigen Engagement, bei dem sie wie ihre Schwester das Rollenfach der jugendlichen Liebhaberin übernahm, und das bis 1842 dauerte. Gastspielreisen führten Mutter und Töchter unter anderem nach Hamburg und Wien.
In den vierziger Jahren wechselte Bertha Stich als erste Liebhaberin im Trauer-, Schau- und Lustspiel ans Hamburger Stadttheater. Sie debütierte dort am 9. April 1842 als „Julie“. In Hamburg vervollkommnete Bertha Stich ihre Ausbildung im dramaturgischen Institut des Schriftstellers und Theaterpraktiers Karl Töpfer. Eine Gastspielreise führte sie im September 1843 zurück nach Berlin, wo sie unter anderem als Luise Millerin in Schillers Kabale und Liebe Erfolge feierte.
Am 29. Juni 1844 heiratete sie den promovierten Chirurgen und (seit 1860) Ober-Stabsarzt Adolph Ferdinand Miehe (1813–1876) und zog sich nach der Heirat ganz ins Privatleben zurück. Ihre letzte Rolle war der Puck im Sommernachtstraum zur Bühnenmusik von Mendelssohn erst auf der Hamburger, dann auf der Berliner Bühne.
Bertha Miehe starb nach kurzer Krankheit am 18. August 1876 in Hamburg; ihr Witwer nur acht Wochen später, am 19. Oktober 1876.